# Muldain
Muldain ist eine Fraktion der Gemeinde Vaz/Obervaz im Schweizer Kanton Graubünden. Das Dorf setzt sich aus den beiden Ortsteilen Muldain und Dal zusammen. Die drei benachbarten Stammfraktionen Lain, Muldain und Zorten werden zusammen als Obervaz bezeichnet. Sie liegen auf einer Terrasse am Südhang des Crap la Pala über der tief eingeschnittenen Schlucht der Albula.

## Geschichte
Muldain wird bereits 765 n. Chr. im Tellotestament erwähnt. Darin ist die Rede von Justinianus Miles Vico Moldene, der zusammen mit weiteren Persönlichkeiten als Mitunterzeichner des Testaments des Churer Bischofs Tello auftritt. Pater Iso Müller hat in diesem Zusammenhang die Vermutung geäussert, Muldain und nicht Zorten könnte der ursprüngliche Hauptort von Obervaz gewesen sein. Der  im 13.–15. Jahrhundert erwähnte Hof Muldain gehörte der ritterlichen Familie von Muldain, auch Muldein oder Muldis genannt. Die von Muldain verwalteten die Güter des Domkapitels Chur in Tiefencastel und Stugl.

## Sehenswürdigkeiten
Die 1508 erstmals erwähnte Kirche St. Johannes Baptista wurde 1673–77 in barockem Stil neu gebaut und 1990 restauriert. Die Stuckaturen stammen von Giovanni und Giulio Broggio. Im Chor und im Kirchenschiff sind zwei Ölgemälde zu sehen. Eines zeigt die Predigt von Johannes dem Täufer, das andere ist eine ikonografisch seltene Darstellung der drei biblischen Opfer, versehen mit dem Schauenstein-Wappen. Auf dem bemalten Eingangsdach sind die Vogelpredigt des heiligen Franz von Assisi und die Fischpredigt des heiligen Antonius von Padua zu sehen.
Das Junkerhaus ist das historisch bedeutsamste Haus in der Gemeinde Vaz/Obervaz. Es befindet sich neben der Kirche Johannes Baptista. Der Bischöfliche Obervogt Remigius de Florin erbaute es 1698. Nach dem Aussterben der de Florin gelangte das Haus in den Besitz der Familie de Bergamin. Heute dient das Junkerhaus als Wohnsitz, früher auch als Restaurant.
Muldain ist Ausgangspunkt für die Wanderung durch die Schinschlucht nach Thusis. Der alte Schin-Weg (auch Schynweg) war eine wichtige Verkehrsverbindung. Der breite Weg wurde hoch über der Schlucht in den Felsen gehauen und bietet einen Tiefblick auf die Albula.

## Persönlichkeiten
- Remigius de Florin, Bischöflicher Obervogt und Richter in Ragaz, Erbauer des Junkerhauses
- Paul de Cadusch, Präsident der Nationalversammlung der französischen Kolonie St. Domingue (Haiti)
- Remigius de Bergamin, Hauptmann in päpstlichen Diensten, 1848 in der Schlacht von Vicenza gefallen

## Galerie

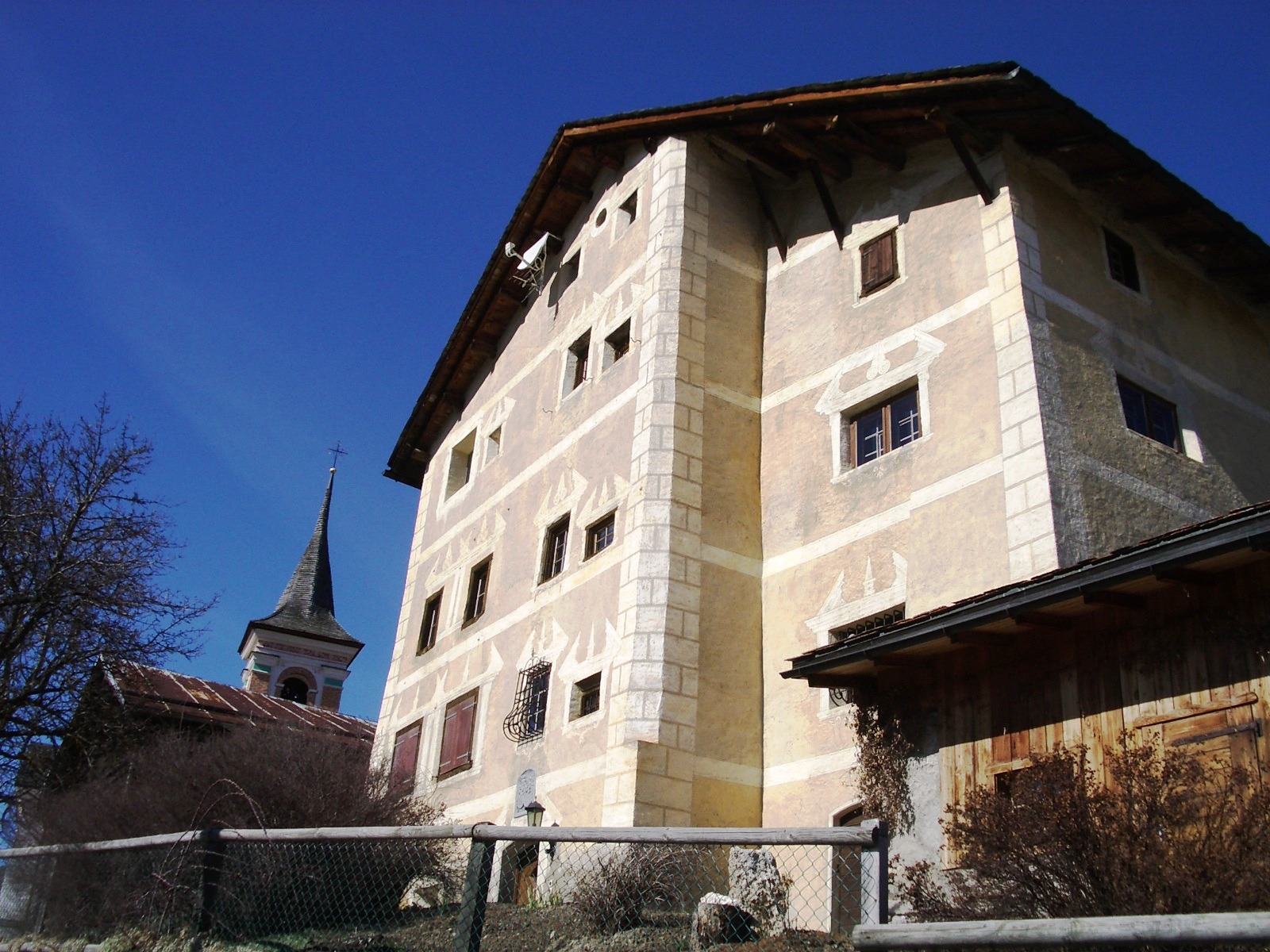
Junkerhaus
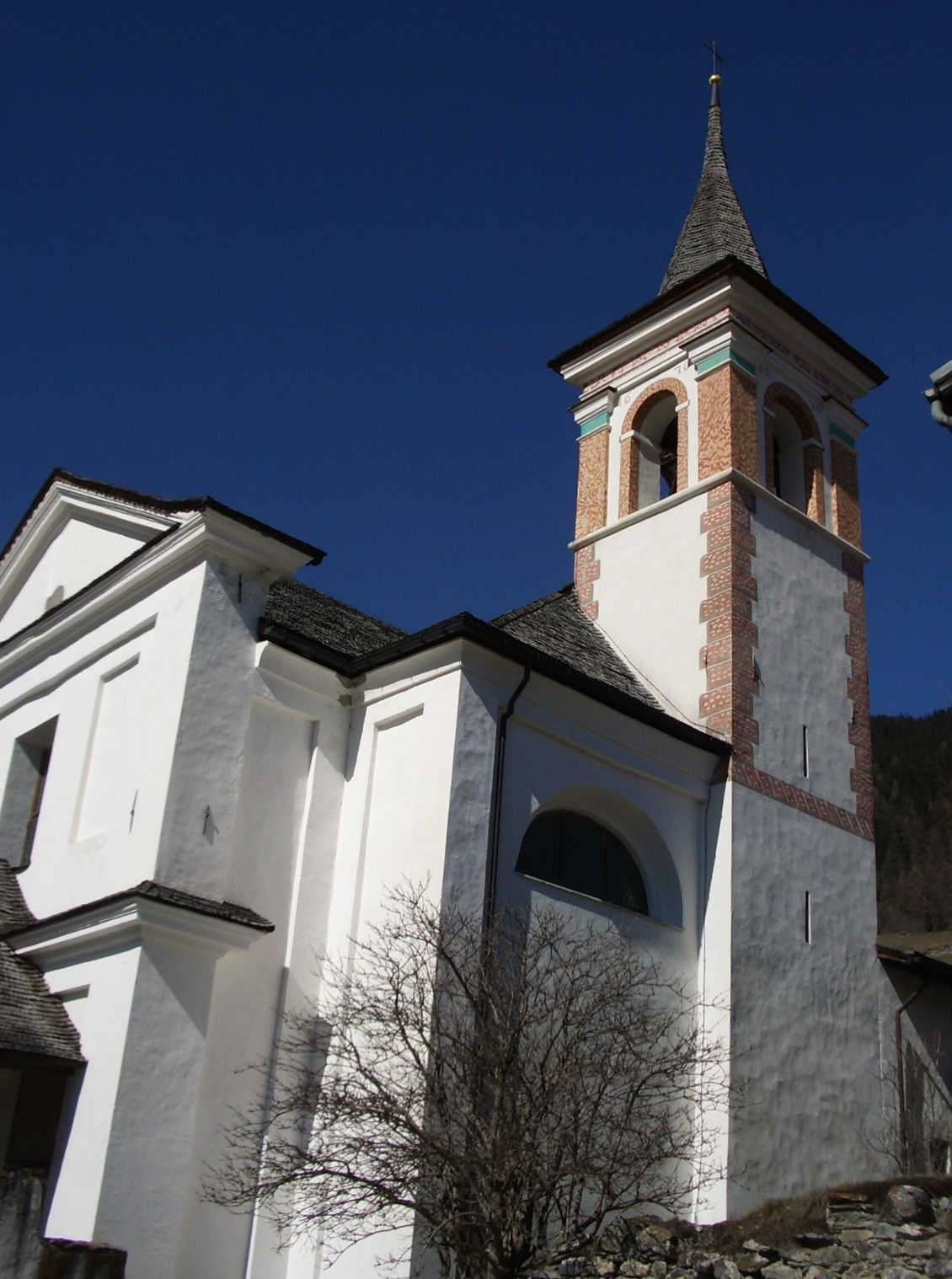
Kirche St. Johannes Baptista
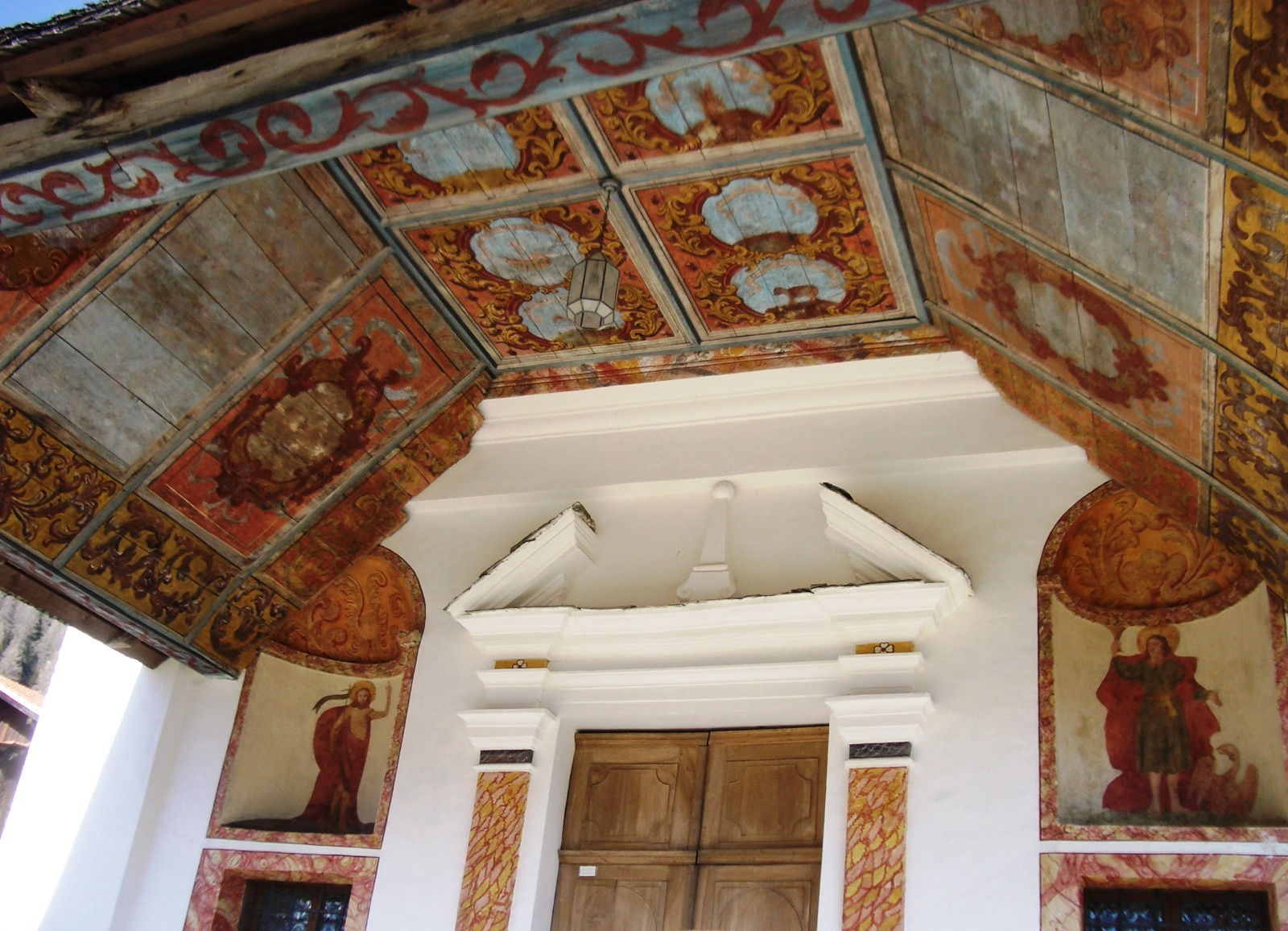
Eingang der Kirche St. Johannes Baptista
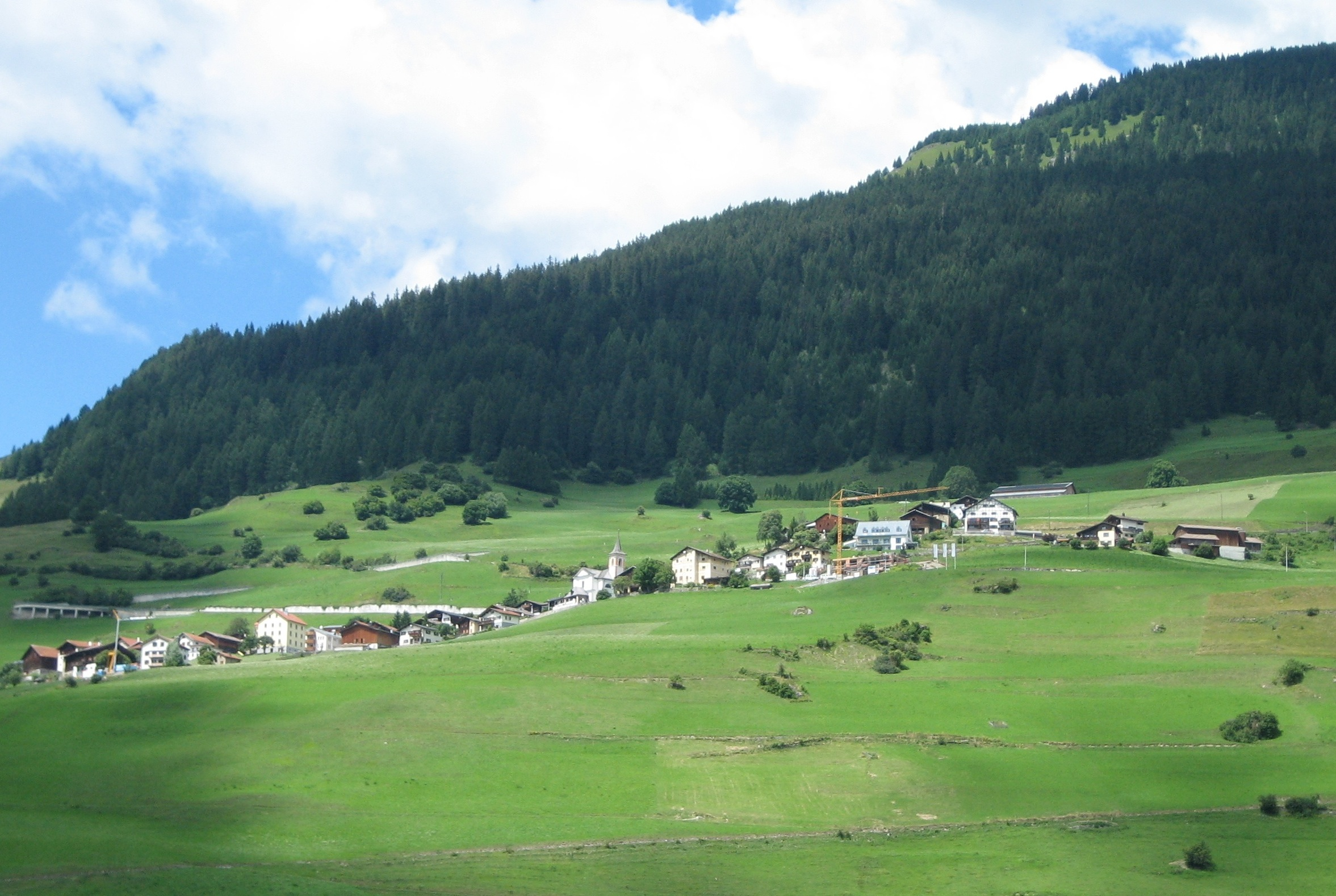
Muldain
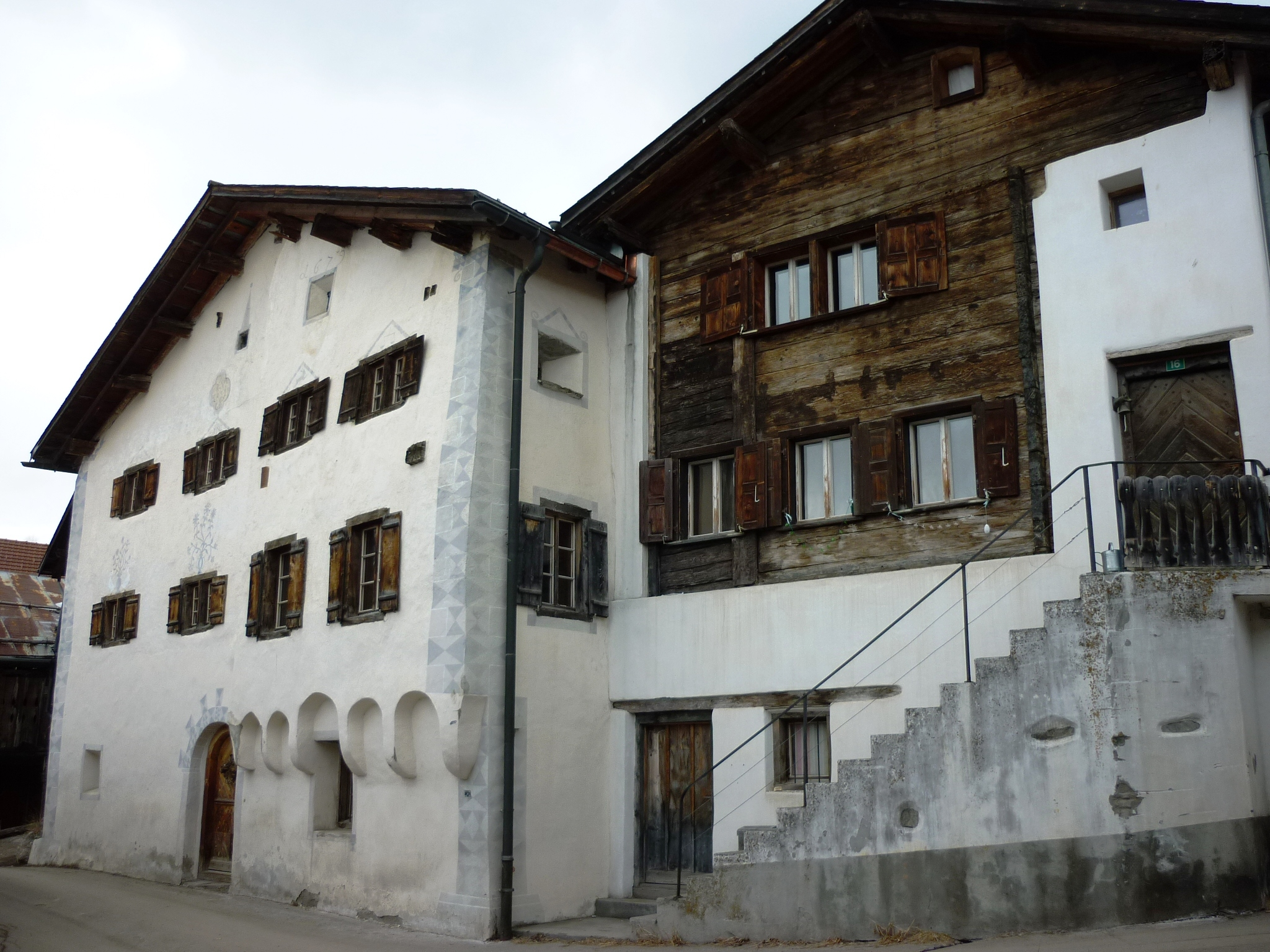
links: Haus Rischatsch (1822 von Schonschieri Rischatsch renoviert). Im 2. Obergeschoss befand sich ein Trauzimmer.